# Pielęgnica pawiooka
Pielęgnica pawiooka, ocznik (Astronotus ocellatus) – słodkowodna ryba z rodziny pielęgnicowatych. Lokalnie poławiana jako ryba konsumpcyjna. Hodowana w akwariach.

## Zasięg występowania
Tropikalne wody Ameryki Południowej – dorzecze Amazonki na terenie Peru, Kolumbii, Brazylii i Gujany Francuskiej. Do Europy została sprowadzona w 1929 roku.

## Opis
Ciało krępe, wysokie. Duży otwór gębowy z grubymi wargami. Ubarwienie ciemne, zależne od wieku i miejsca pochodzenia. Długość do 35 cm (rekord 45,7 cm i 1,58 kg). Dojrzałość płciową osiągają ok. 1 roku życia.

## Warunki w akwarium
| Zalecane warunki w akwarium | Zalecane warunki w akwarium                                                                  |
| --------------------------- | -------------------------------------------------------------------------------------------- |
| Zbiornik                    | min. 150 cm długości                                                                         |
| Temperatura wody            | 22 – 30 °C                                                                                   |
| Twardość wody               | miękka do twardej, 6 – 20°n                                                                  |
| Skala pH                    | 6,4 – 7,6                                                                                    |
| Pokarm                      | żywe i martwe ryby, tabletki, chude mięso, świerszcze, większe larwy owadów, kiełże, ochotki |

Ryba bardzo terytorialna i napastliwa. Przekopuje podłoże, przez co może niszczyć rośliny. Kamienne konstrukcje w wystroju akwarium powinny być solidnie umocowane, a rośliny – wyłącznie o mocnych liściach – sadzone w pojemnikach. Jest rybą stosunkowo odporną na zmiany warunków panujących w zbiorniku, ale wymaga wydajnego systemu filtrującego.

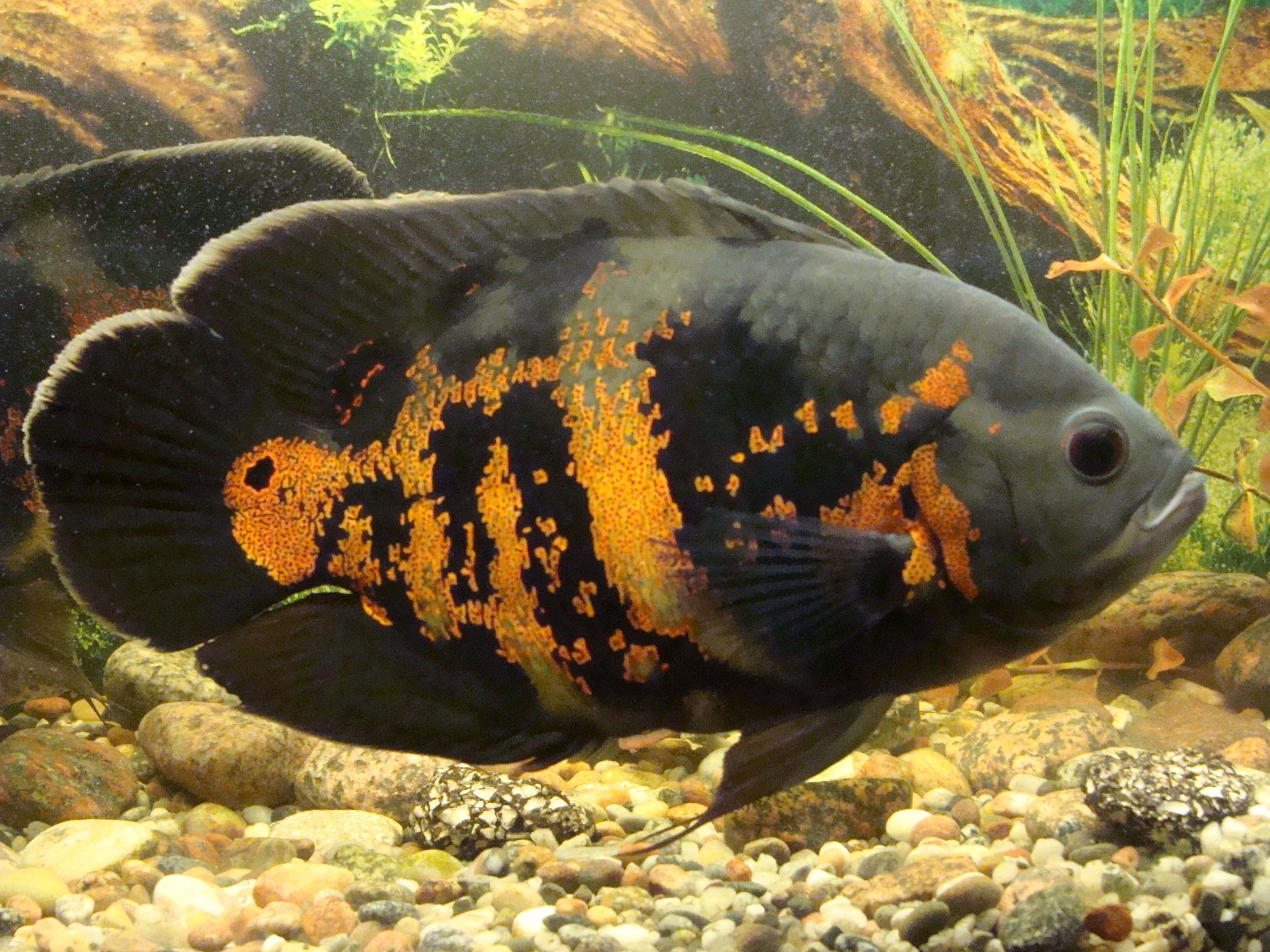
Odmiana kolorystyczna Red Tiger Oscar

Pielęgnice te można łączyć z innymi dużymi i silnymi rybami, potrafiącymi się obronić. Samica składa od 1000–3000 jaj. Pierwszym pokarmem larw jest wydzielina skórna rodziców. Wyhodowano wiele odmian barwnych, w tym Red Oscar, Red Tiger Oscar oraz Albino Oscar. Istnieją również odmiany ze zmienionym kształtem np. Veiltail Oscar i Baloon Oscar.